# Alveopora spongiosa
Alveopora spongiosa är en korallart som beskrevs av James Dwight Dana 1846. Alveopora spongiosa ingår i släktet Alveopora och familjen Poritidae. IUCN kategoriserar arten globalt som nära hotad. Inga underarter finns listade i Catalogue of Life.